# Biserica Sfântul Dumitru din Huși

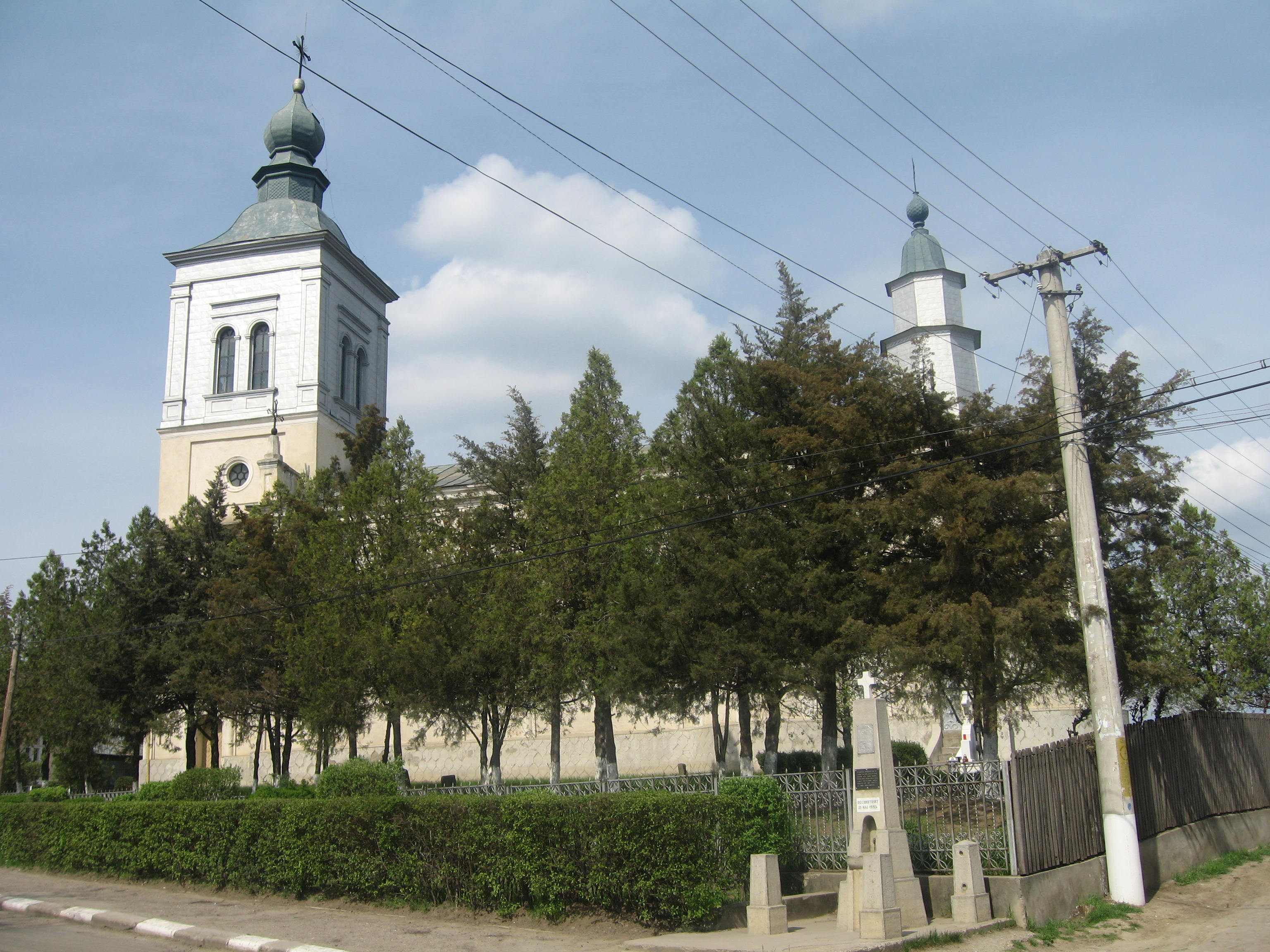
Biserica "Sf. Dumitru" din Huși

Biserica "Sf. Dumitru" din Huși este o biserică ortodoxă construită între anii 1834-1846 în orașul Huși (județul Vaslui). Ea se află situată pe str. Ștefan cel Mare nr. 143.

## Istoric

### Construirea bisericii
Conform tradiției și a unor documente vechi, actuala biserică "Sf. Dumitru" a fost construită în locul unei biserici cu același hram, mai vechi și probabil mai mici și care se afla în apropiere. Ca urmare a faptului că în biserică se află un hronograf manuscris din secolul al XVIII-lea, istoricul Nicolae Stoicescu datează construcția primei biserici în secolul al XVIII-lea.  Într-un articol mai vechi din revista „Credința” (nr. 23-24 din octombrie-noiembrie 1934) în care se vorbește despre bisericile din Huși, se afirmă că biserica "Sf. Dumitru" a fost construită din lemn la începutul secolului al XIX-lea, prin anii 1800-1802, în apropierea locului unde se află actuala biserică. Locul unde s-a aflat altarul ei era însemnat la acea dată. 
Ca urmare a creșterii populației localității, biserica veche a devenit neîncăpătoare. Astfel, în anul 1834, alături de bisericuța din lemn, s-a pus temelia unei biserici de zid, prin străduința preotului Ilie Ștefănescu. Construcția bisericii a durat 12 ani (1834-1846), iar după finalizare lăcașul de cult a fost sfințit de către episcopul Sofronie Miclescu (1826-1851). 
În jurul bisericii s-a aflat un cimitir vechi din care se mai păstrează câteva pietre funerare cu inscripții în limba română cu caractere chirilice. Inscripțiile sunt aproape șterse. Pe una din lespezile funerare se distinge anul 1859.

### Focar de cultură
Printre preoții care au slujit aici este de menționat pr. Anton Popescu (1896-1971) - consilier referent la Episcopia Hușilor (până în 1948), a fost arestat din motive politice și deținut la Penitenciarul Aiud între anii 1950-1954. 
Prin strădania preotului Anton Popescu, parohul Bisericii „Sf. Dumitru”, Parohia a editat foaia religioasă și culturală "Credința", care a apărut lunar începând de la 25 decembrie 1932. Revista avea patru pagini în format 32x47 cm.  Ea se împărțea în Biserica "Sf. Dumitru" după fiecare liturghie duminicală, „S-o ia toată lumea, chiar și cine nu are cu ce-o plăti. Și s-o dea din mână în mână, ca să se înfrupte câți mai mulți din mireasma îndemnurilor și cuvintelor sfinte.”. Ca urmare a faptului că fondurile erau reduse, iar cheltuielile mari, numărul 13 din decembrie 1933 a apărut în format 16x24 cm, având patru pagini, cu un supliment în alte 4 pagini. Pe ultima pagină era publicat un anunț în care se spunea că revista urma să apară de atunci în format mic, dar de două ori pe lună. 
Revista „Credința” a apărut de două ori pe lună până la 15 aprilie 1934, când și-a întrerupt apariția. Explicația acestei întreruperi o reprezenta faptul că Episcopia Hușilor a hotărât tipărirea unei reviste săptămânale cu titlul „Credința strămoșească”, sub îngrijirea preoților misionari din eparhia Hușilor. Episcopul Nifon Criveanu (1933-1939) i-a încredințat pr. Anton Popescu grija pentru scoaterea acestei foi, redacția acesteia aflându-se la Biserica Sf. Dumitru din Huși. Primul număr al acestei reviste a apărut la 20 mai 1934, iar în cel de-al doilea număr, din 27 mai 1934, preotul Anton Popescu anunța faptul că „Credința”, foaia pe care eu o scoteam până acum, nu va mai ieși."  Cu începere de la numărul din 25 iulie 1934, redacția a fost transferată în clădirile Episcopiei Hușilor, ridicându-i-se preotului Anton Popescu însărcinarea dată de a se îngriji de tipărirea acestei foi. Redacția revistei „Credința Strămoșească” revenea la 21 martie 1935 la Biserica "Sf. Dumitru" din Huși.
După alegerea în 1939 a episcopului Nifon Criveanu ca mitropolit al Olteniei, sarcina pentru redactarea revistei „Credința Strămoșească” i-a fost luată preotului Anton Popescu, iar în numărul din 17 martie 1940 se preciza că de redactarea revistei se va ocupa Secția culturală a Episcopiei Hușilor.
La sfârșitul anului 1947, după cum relata „Cronica Hușilor” nr. 9-12/1947, preotul Anton Popescu a fost pensionat pe caz de boală din funcția de consilier referent al secției administrative a Episcopiei Hușilor. El a fost arestat în 1950 și condamnat. A fost deținut la Penitenciarul Aiud până în 1954, când a fost eliberat. Preotul Anton Popescu a murit în 1971.

## Morminte în curtea bisericii
În curtea bisericii se află mai multe morminte vechi, pe unele dintre ele fiind lespezi funerare cu inscripții în limba română cu caractere chirilice. Inscripțiile de pe majoritatea lor sunt ilizibile sau parțial ilizibile ca urmare a acțiunii factorilor naturali (ploi, zăpezi) care au ros pietrele.
În fața intrării de pe partea de vest a bisericii se află două morminte îngrădite cu un gard din fier. Pe una din pietrele funerare se află următoarea inscripție: "Supt această piatră se află depus trupul răposatei fecioare Ecaterina fiica d-lor sale Sardariul Daniil Hristodor și soția sa Zamfira. Această fecioară răposată la 1 (?) octomvrie 1859 în vîrstă de 14 ani ..... Cetitoriule, trecănd pe aice, aduți aminte că ești muritoriu; roagă pe D-zeu pentru iertarea răposatei fecioare."
Pe o altă piatră de mormânt se află inscripția: "Supt această peatră odihnesc robii lui D(u)mnezău Mitachi (...) lui Todora și fiica sa (...)". 

## Cișmeaua domnitorului Grigore Alexandru Ghica
La sud-est de gardul bisericii se află o cișmea din piatră ridicată în amintirea zilei de 4 august 1851 când domnitorul Grigore Alexandru Ghica al Moldovei a vizitat orașul Huși și a dispus alocarea a 35.000 lei pentru construirea apeductului din oraș. Pe cișmea se află o placă cu o pisanie scrisă în limba română cu caractere chirilice. Cișmeaua a fost distrusă, dar autoritățile orașului Huși au reconstruit-o la 21 mai 1995. A fost amplasată placa veche (care era deteriorată) și sub ea o placă cu transcrierea inscripției în limba română. De pe placa veche se mai pot citi următoarele cuvinte: "În amintirea meno (...) anul 1851 cănd Alecsandru Ghica (...) vei vizitănd (...) sta sa civilă (...) întru facer (...) a transpurta (...) așeact de f (...) s'au compus (...)" Transcrierea aproximativă a inscripției este următoarea: "În amintirea memorabilei zile de 4 august 1851, când Alteța Sa Grigore Alexandru Ghica, domnul Moldovei, vizitând orașul Huși, din lista sa civilă a hărăzit 35000 lei pentru facerea apeductului spre drept transport s-a compus această inscripție".

## Imagini

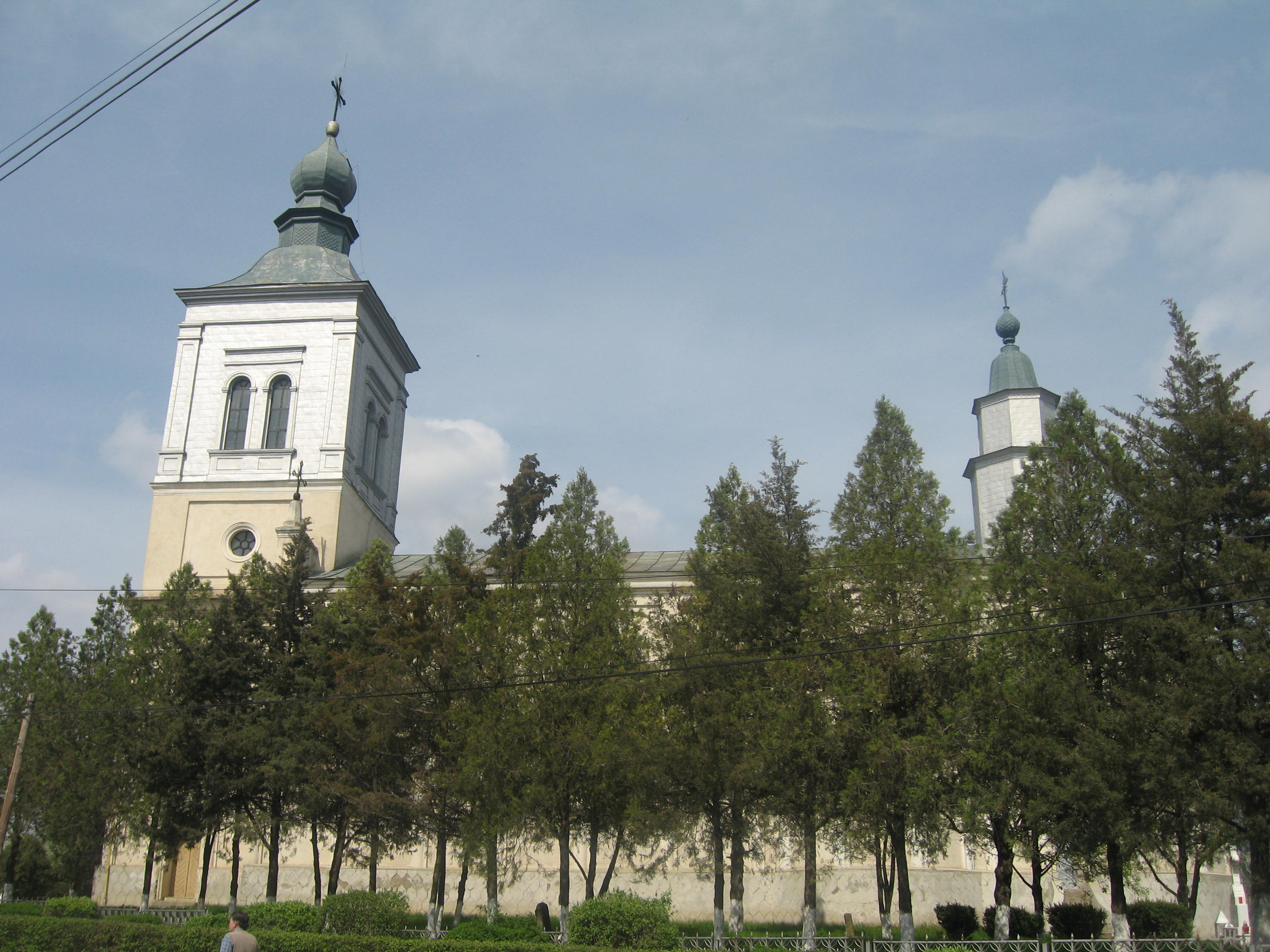
Latura sudică a bisericii
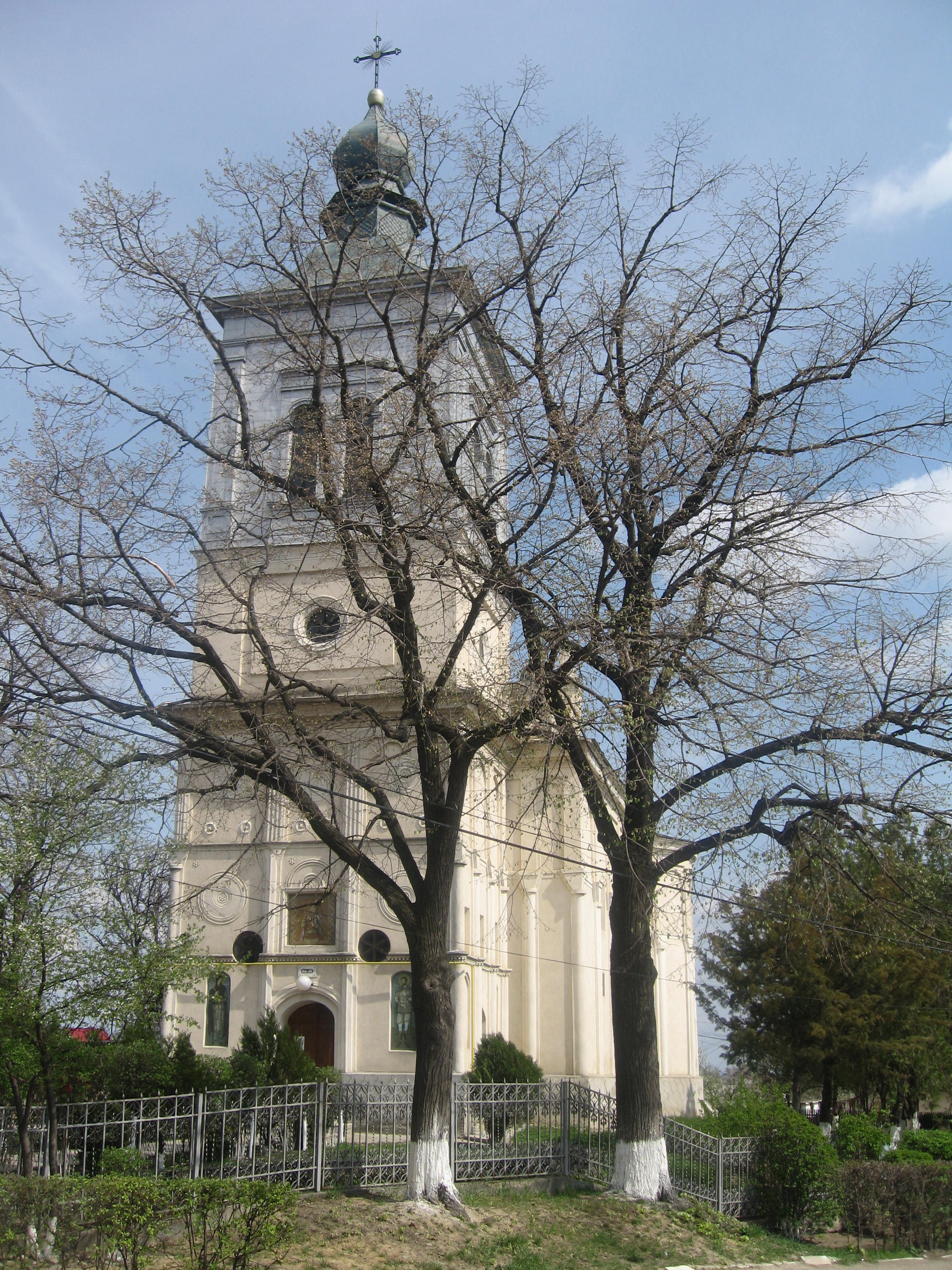
Vedere a bisericii de pe latura vestică
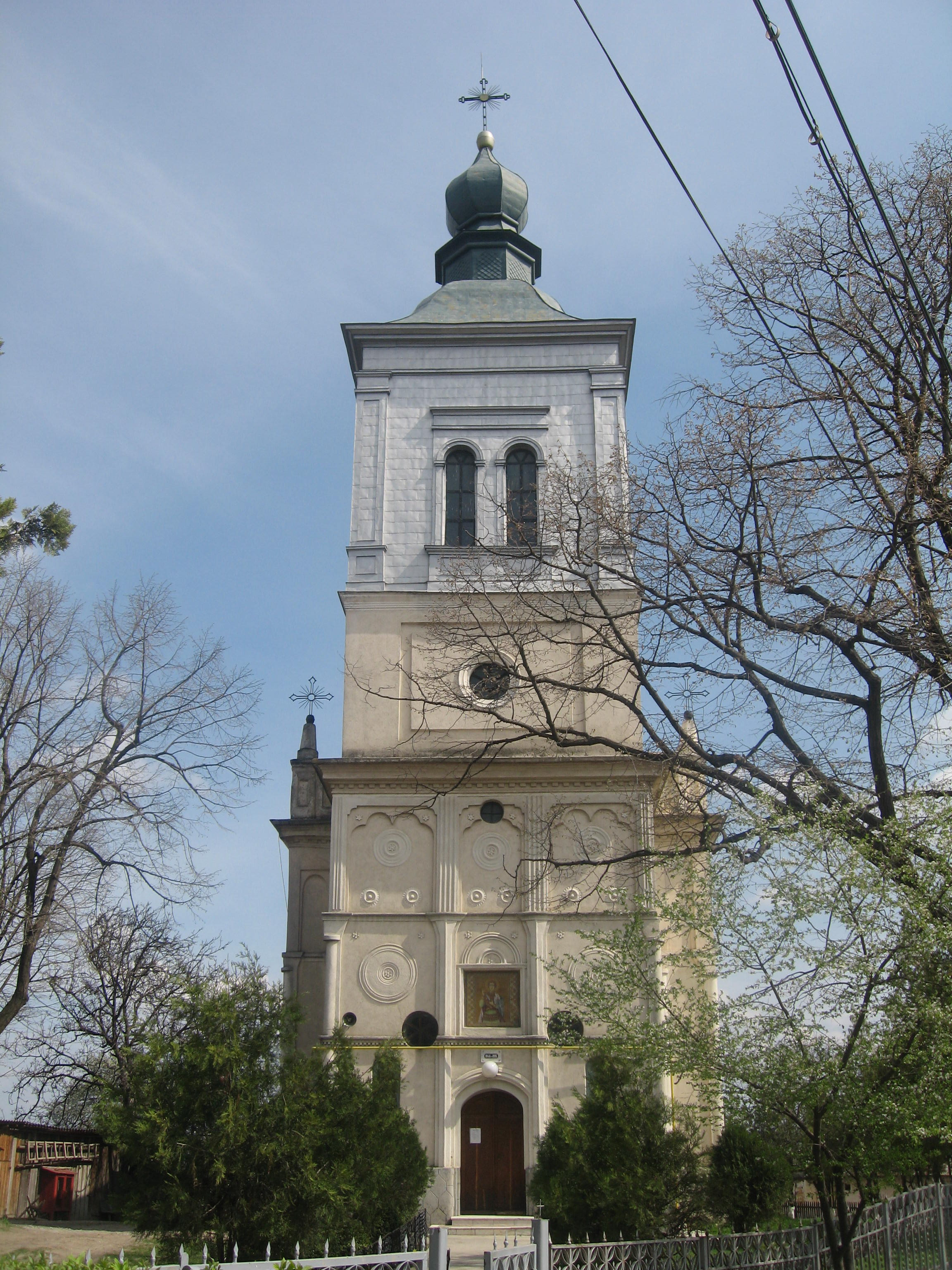
Latura vestică
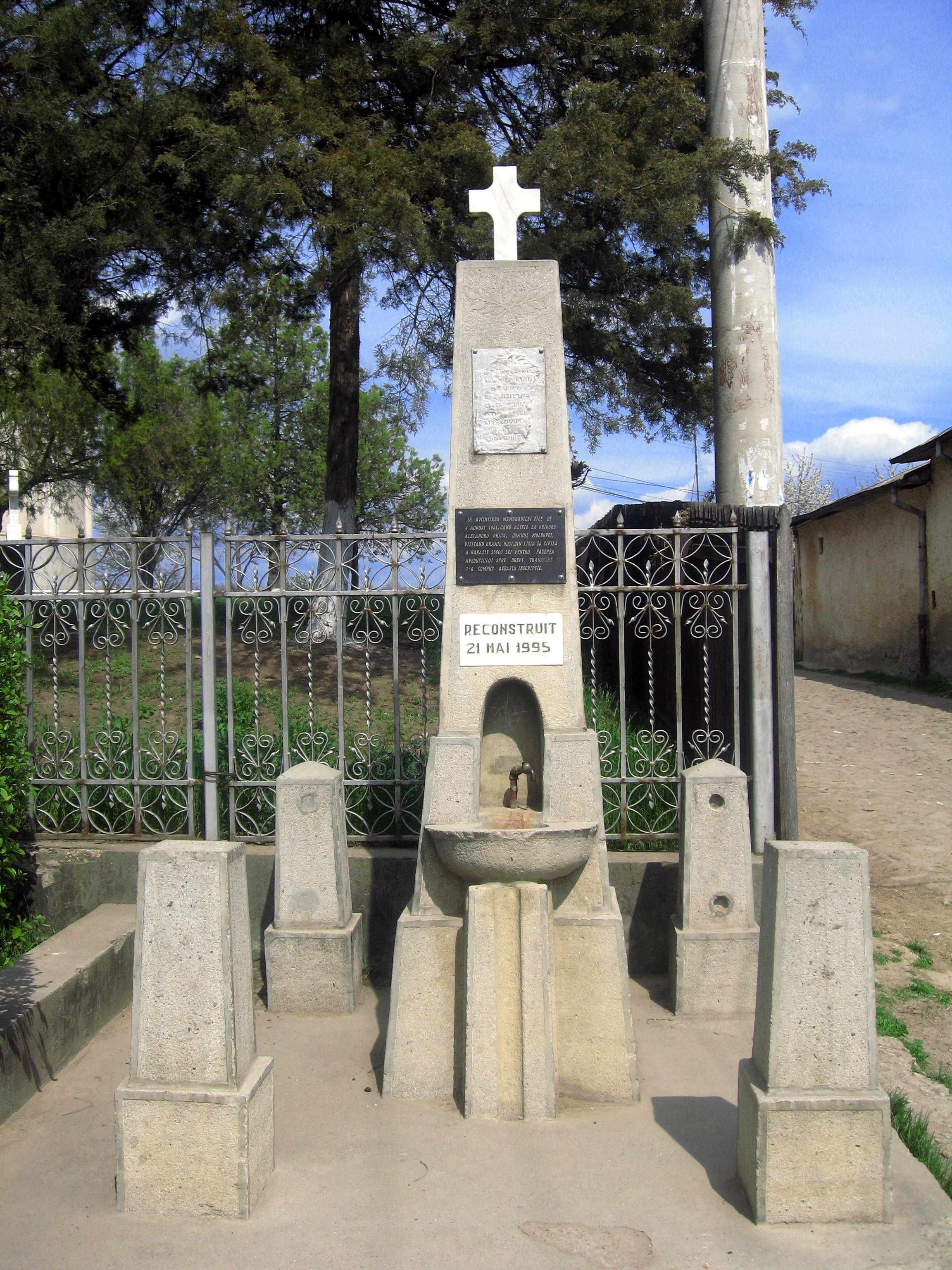
Cişmeaua din anul 1851
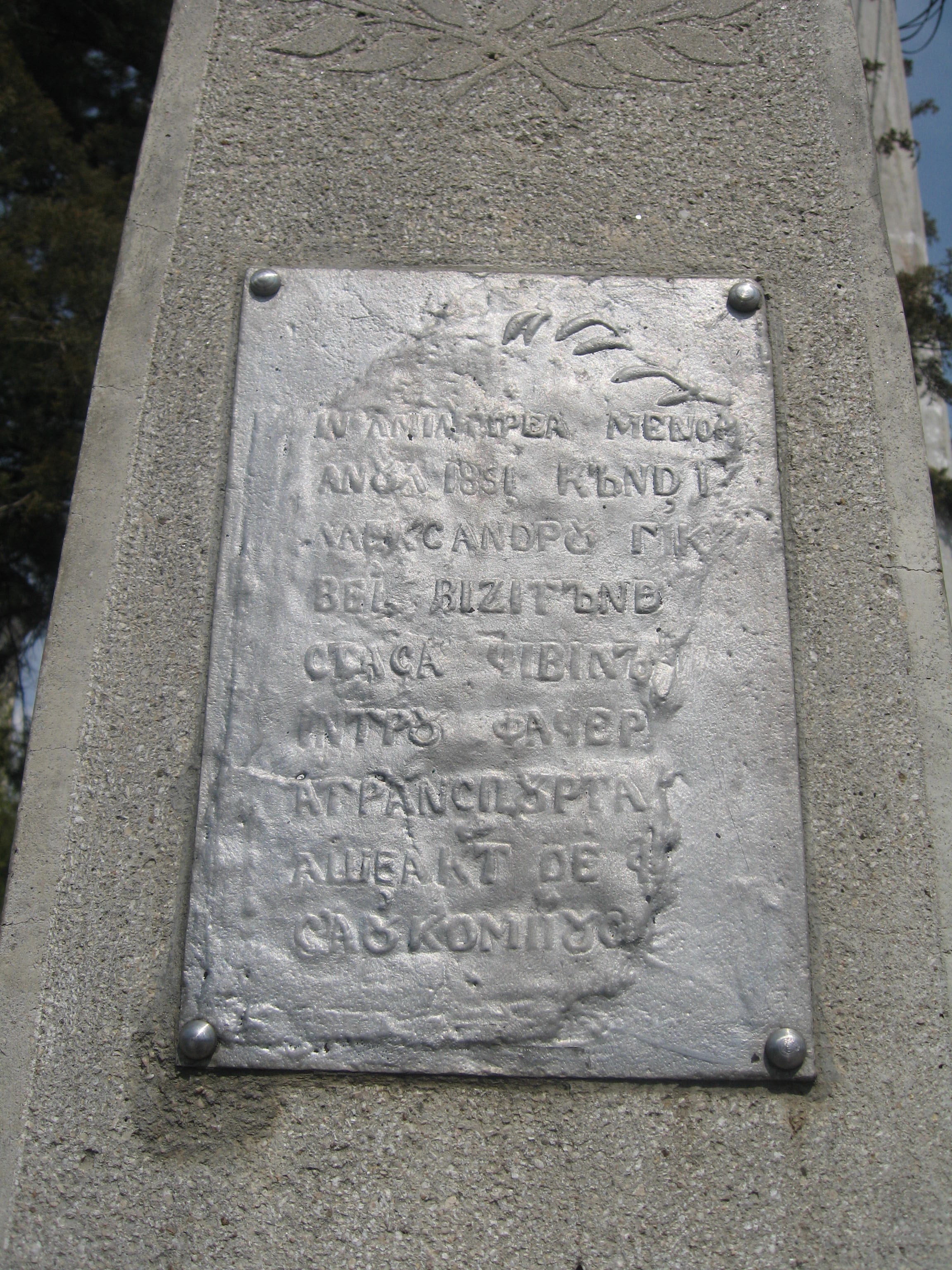
Pisania veche de pe corpul cişmelei
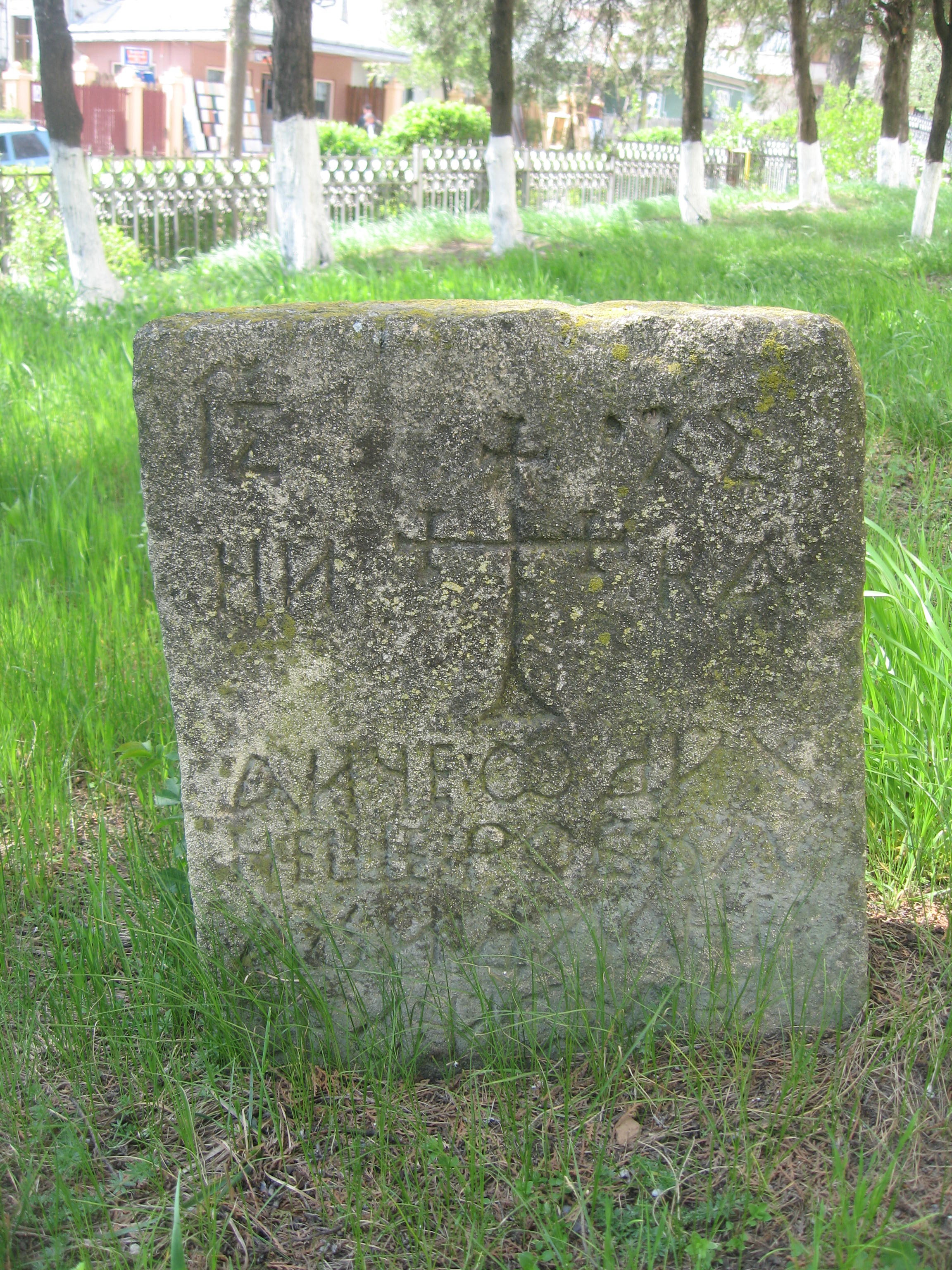
Piatră veche de mormânt. "Aice odihneşte robul lui (...)"
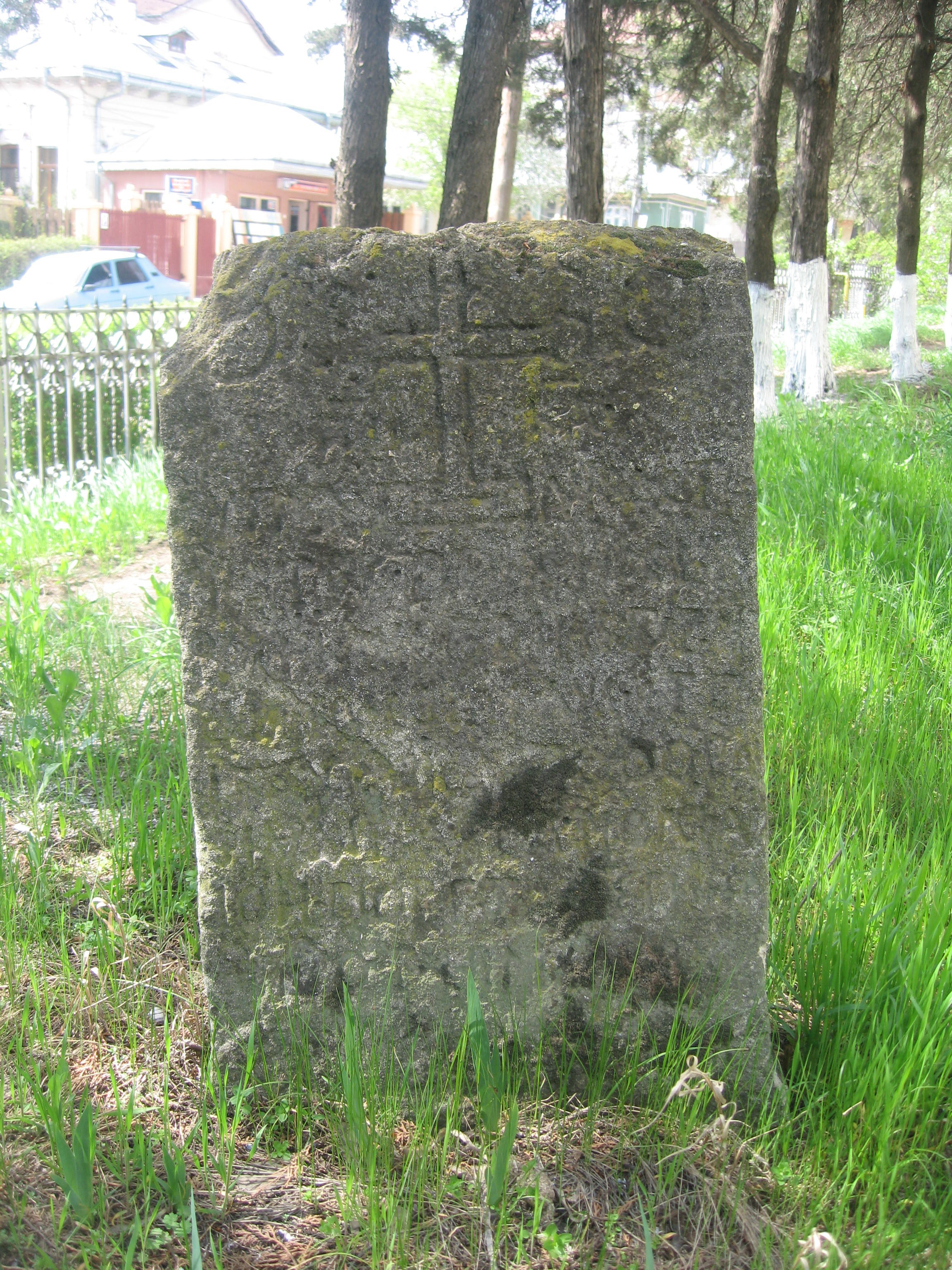
Piatră veche de mormânt cu inscripţie ilizibilă
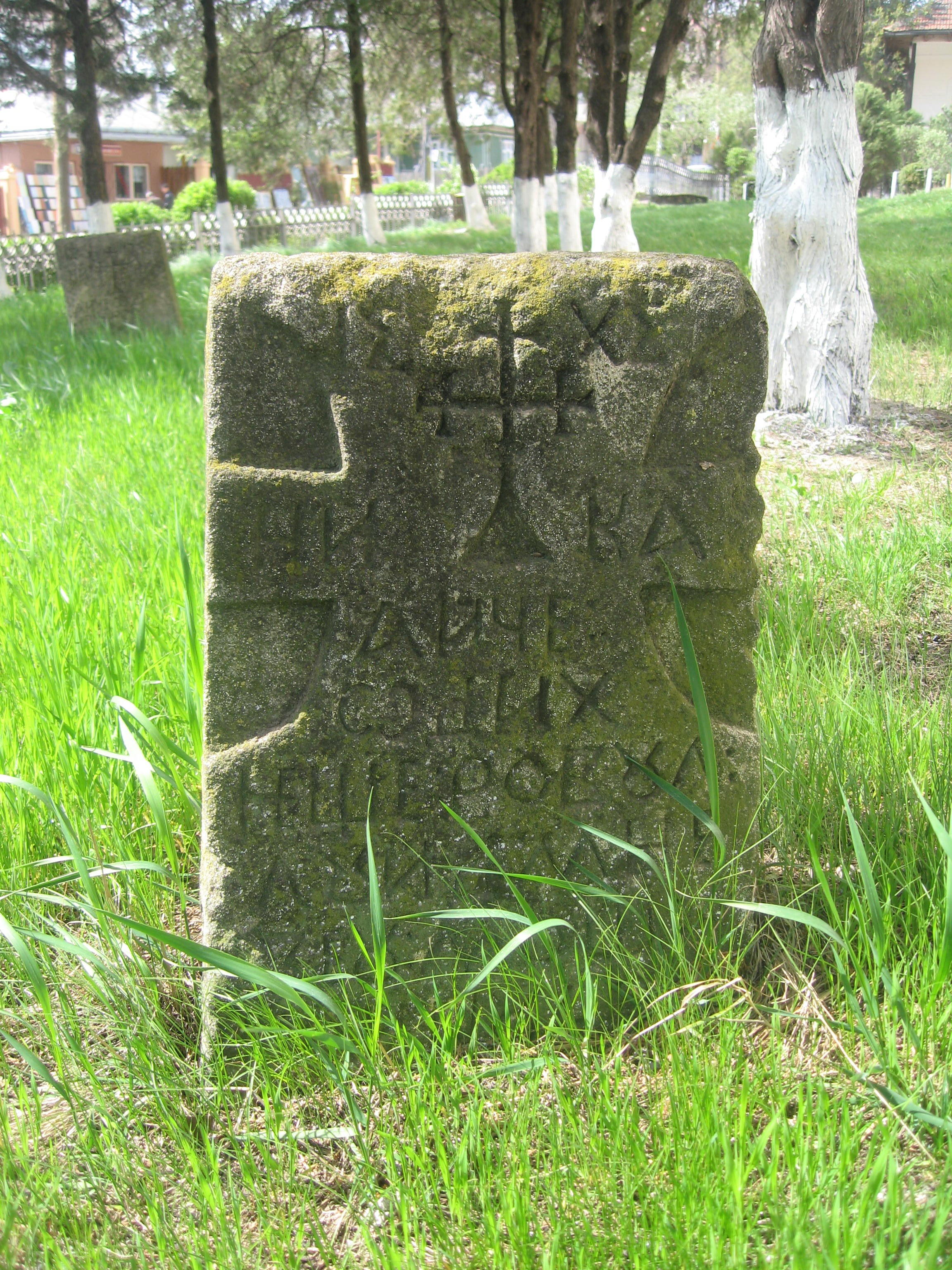
"Aice odihneşte robul lui D(u)mnezău (...)"
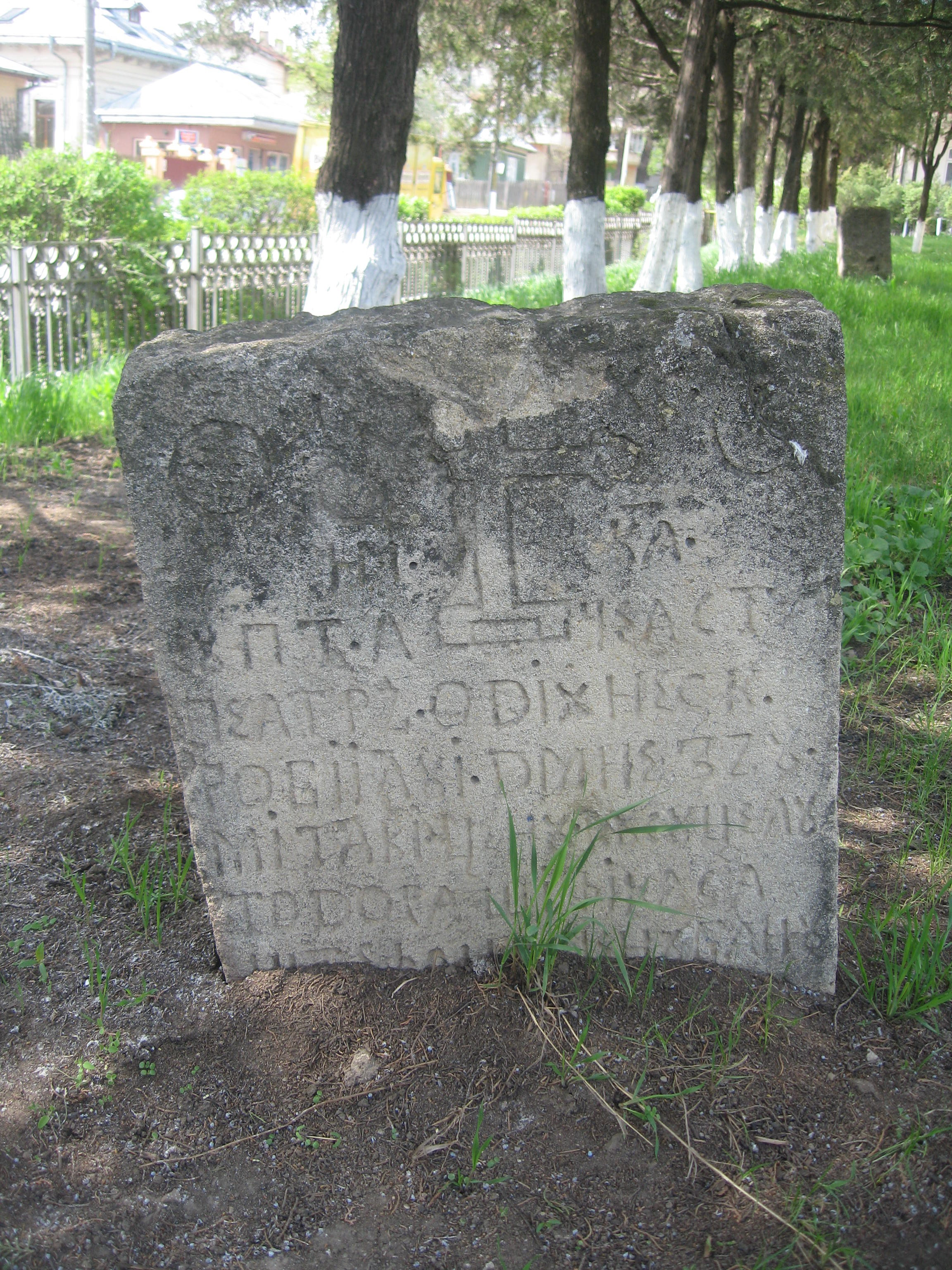
"Supt această peatră odihnesc robii lui D(u)mnezău Mitachi (...) lui Todora şi fiica sa (...)"
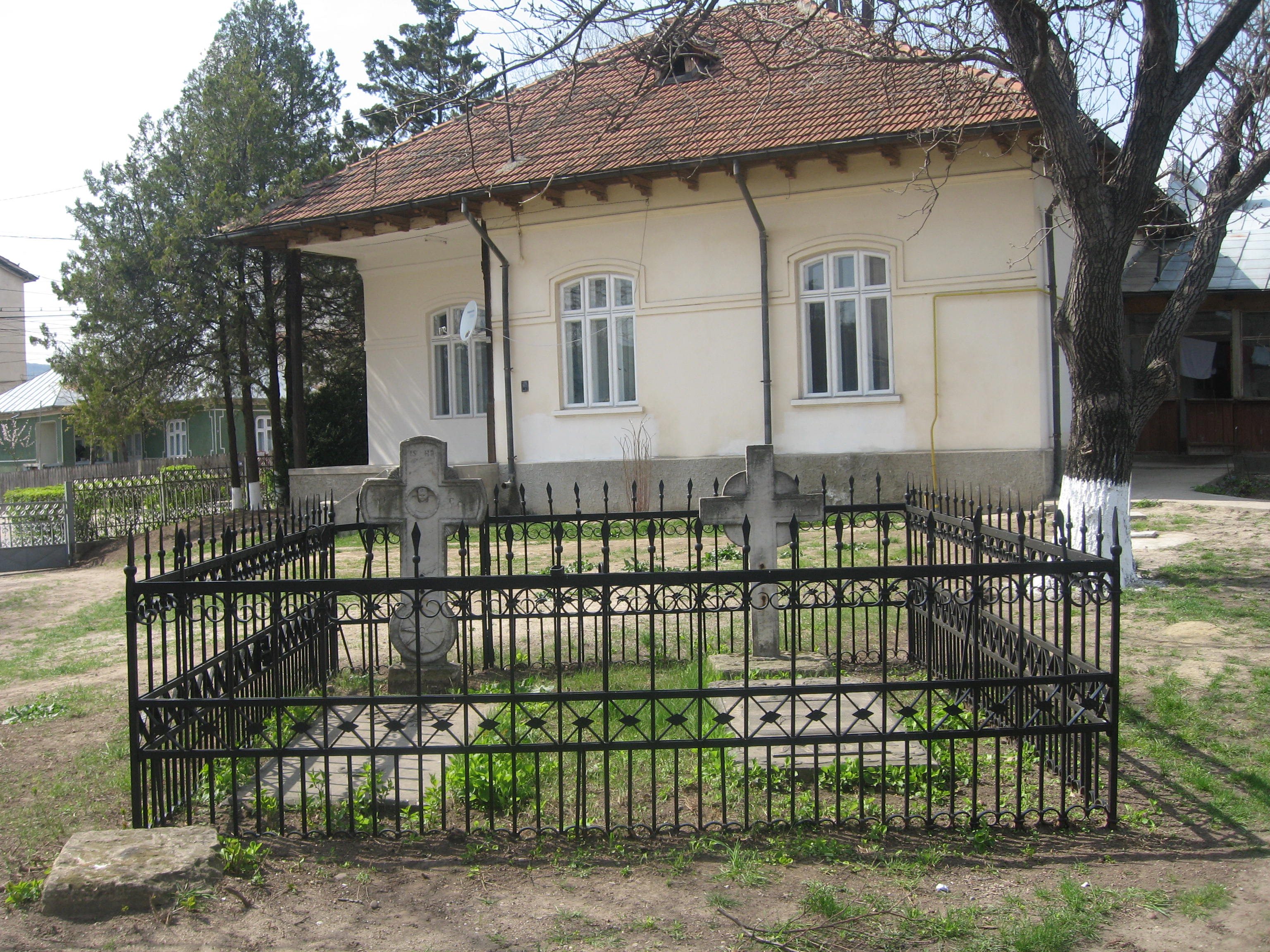
Morminte îngrădite la vest de biserică
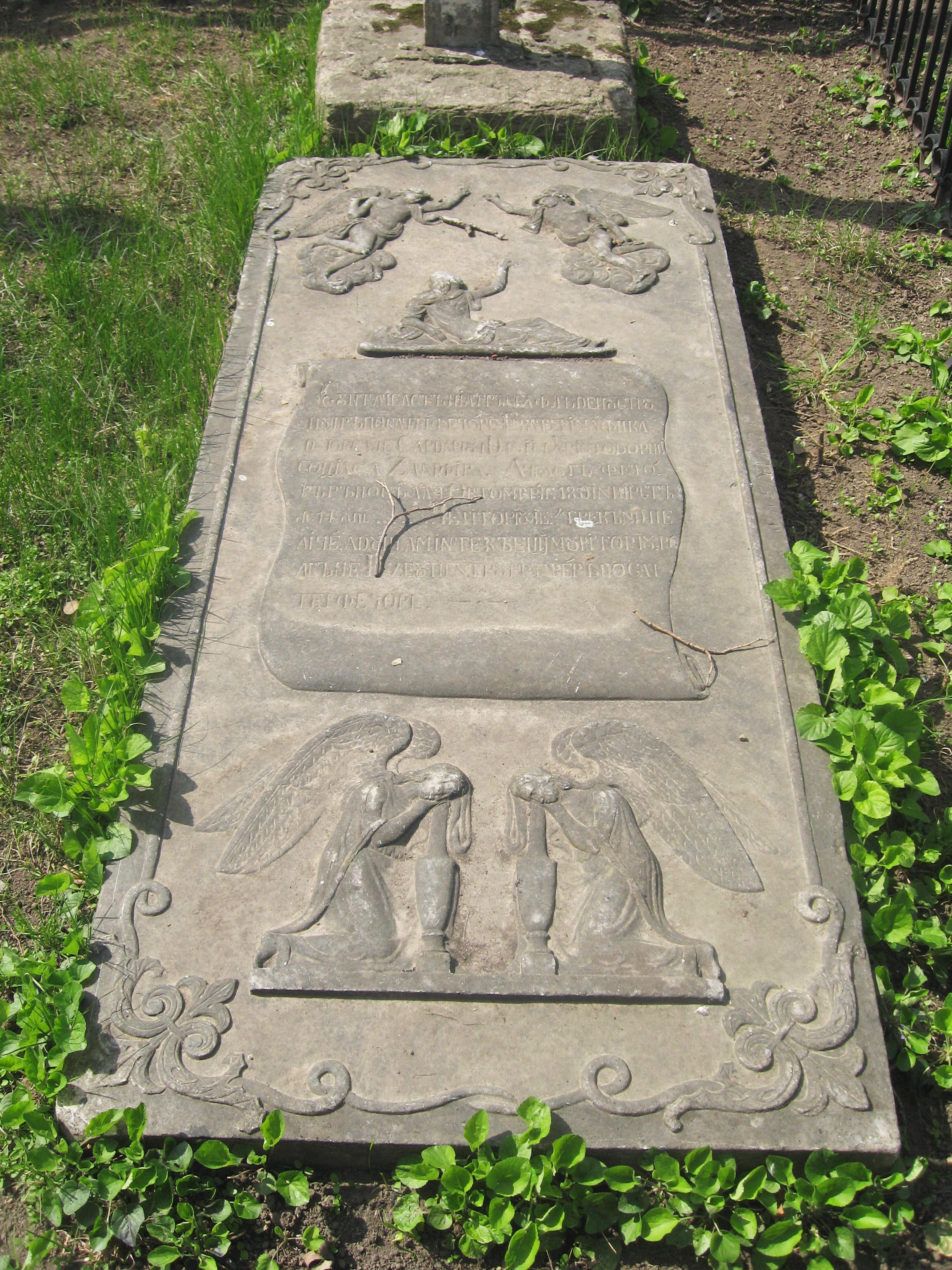
"Supt această piatră se află depus trupul răposatei fecioare Ecaterina fiica d-lor sale Sardariul Daniil Hristodor şi soţia sa Zamfira. Această fecioară răposată la 1 (?) octomvrie 1859 în vîrstă de 14 ani ..... Cetitoriule, trecănd pe aice, aduţi aminte că eşti muritoriu; roagă pe D-zeu pentru iertarea răposatei fecioare."